# Jjim
Jjim (찜), conosciuto anche con il suo titolo internazionale Tie a Yellow Ribbon, è un film del 1998 diretto da Han Ji-seung.

## Trama
Joon-hyuk si innamora di Chae-young, tuttavia non riesce a trovare il coraggio di dichiararsi a lei. Poiché tutti i suoi amici si sono già sposati, e la stessa Chae-young decide di fidanzarsi con un altro ragazzo, Joon prova a utilizzare una "soluzione particolare" per rimanere vicino a Chae-young e farle capire che lui la ama particolarmente. Grazie a un amico esperto di trucco, finge così di essere una ragazza e inizia a frequentare Chae-young. Sebbene quest'ultima, dopo aver scoperto l'inganno, si mostri arrabbiata per essere stata "tradita", i due infine si riconciliano e decidono di sposarsi.

## Distribuzione
In Corea del Sud, la pellicola è stata distribuita a partire dal 16 maggio 1998.